# Грузевиця (колійний пост)
Грузевиця (до 15 серпня 2015 року — Грузівці) — колійний пост Жмеринської дирекції залізничних перевезень Південно-Західної залізниці на лінії Гречани — Підволочиськ між станцією Гречани (6 км) та зупинним пунктом Вишневий Сад (3,2 км). Розташований поблизу села Грузевиця Хмельницького району Хмельницької області.

## Історія
Зупинний пункт під назвою Грузівці відкритий 1951 року. 
У 1980-ті роки зупинний пункт перетворено на станцію.
1998 року електрифікований змінним струмом (~25 кВ) в складі дільниці Гречани — Підволочиськ.
15 серпня 2015 року станцію Грузівці переведено до категорії колійного посту та перейменовано на Грузевиця. Назва походить від села, що розташоване поряд із роздільним пунктом.

## Пасажирське сполучення
Приміське сполучення здійснюється електропоїздами Хмельницький — Підволочиськ.